# 雷克斯·林恩
雷克斯·梅納德·林恩（英語：Rex Maynard Linn，1956年11月13日—）是一位美國男演員和監製。他知名於在CBS疑案劇《CSI犯罪現場：邁阿密》（2002－2012年）中飾演法蘭克·崔普（Frank Tripp）以及在AMC犯罪劇《絕命律師》（2016－2022年）中飾演凱文·華特爾。

## 早年生活和教育
雷克斯·梅納德·林恩在1956年11月13日出生於德克萨斯州漢斯福德縣的斯佩爾曼，是詹姆士·保羅·林恩（James Paul Linn）和達琳·林恩（Darlene Linn）【原姓迪爾（née ）】的次子也是第三個孩子。1969年8月，全家搬到了奧克拉荷馬州奧克拉荷馬市居住，父親在新城市從事法律工作。搬到奧克拉荷馬市後，他就讀於遺產廳學校，後來入讀隸屬於美国圣公会的卡薩迪學校，並在奧克拉荷馬市動物和植物園兼職工作。1975年11月，他在看完《飛越瘋人院》中杰克·尼科尔森的演出後立志成為演員。他在1980年畢業於俄克拉何马州立大学静水校区並取得廣播、電視及電影（Radio, Television and Film）文學學士學位。

## 職業生涯
林恩畢業後在一家石油公司工作，後來進入銀行業發展並成為他所在分行的副總經理。不久後，林恩為一名年輕人處理貸款事務，當年輕人正在談論銀行貸款將如何幫助自己實現畢生的夢想時，他走進老闆的辦公室並遞交辭呈。林恩知道這是實現演員夢想的時候了，雖然他當時已經30歲出頭，但他還是搬到了洛杉矶並說服一名人才中介給自己一個機會。
1989年，林恩在罗伊·谢德主演的砍殺片《午夜遊戲》中飾演連環殺手佛洛伊德·艾普斯（Floyd Epps），這是他生涯的首個重要角色。次年，他在ABC西部劇《原野飆龍》的一集中飾演警長後決定要向好莱坞進發。他開始在《牛仔們總是我的英雄》（1991年）、《霹靂心》（1992年）、《戰略陰謀》（1993年）、《巔峰戰士》（1993年）和《迫切的危機》（1994年）等電影中飾演小角色，並在《北國風雲》（1991年）、《雷文》（1993年）和《原野奇兵》（1994年）等電視劇中客串演出。
1994年6月29日，他在奧克拉荷馬市卡彭特廣場劇院星光大道（Carpenter's Square Theatre Walk of Fame）上被頒贈一顆星。
林恩在多部電視劇中擔任常設演員，但最知名的是在CBS疑案劇《CSI犯罪現場：邁阿密》（2002－2012年）中飾演法蘭克·崔普（Frank Tripp）；他在第1－4季作為常設演員飾演該角色，並在第5季開始被升為主要演員。
2011年，他在AMC喪屍末日電視劇《陰屍路》的網路影集《陰屍路：生離死別》中飾演麥克·帕瑪（Mike Palmer），一名在喪屍末日期間躲在喬治亞州街區的父親；該劇於2011年10月3日在AMC.com首播。2017－2024年，他在CBS情景喜剧《少年謝爾頓》中飾演湯姆·彼得森校長（Principal Tom Peterson）。

## 個人生活
林恩是德州大學長角牛隊的球迷，他甚至在《CSI犯罪現場：邁阿密》拍攝期間請了一日假來看2006年玫瑰碗比賽；當時德州大學戰勝南加州大学贏得2006年全國冠軍。
2007年5月12日，他在華盛頓特區舉行的全国警察组织联合会頂級警官獎（TOP COPS Award）頒獎典禮上擔任名人頒獎者。
自2020年底以來，林恩一直在與鄉村歌手兼演員瑞芭·麦肯泰尔約會。他們在1991年播映的電影《賭徒歸來：抽牌之運》的片場初次見面；大約30年後，麥肯泰爾出演《少年謝爾頓》讓兩人重新建立聯繫。

## 作品列表

### 電影
| 年份 | 標題                                    | 角色                  | 附註             |
| ---- | --------------------------------------- | --------------------- | ---------------- |
| 1986 | 《牆上的影子》 （英語：Shadows on the Wall）               | 傑森·湯森德（Jason Townsend）       |                  |
| 1988 | 《黎明前的黑暗》 （英語：Dark Before Dawn）             | 唐·海斯（Don Hayse）           | 兼任協同監製     |
| 1989 | 《午夜遊戲》                            | 佛洛伊德·艾普斯（Floyd Epps）   |                  |
| 1989 | 《賞金獵人》 （英語：The Bounty Hunter）                 | 警察＃1               | 以記名           |
| 1990 | 《橫跨五個四月》              | 傑克（Jake）              |                  |
| 1991 | 《牛仔們總是我的英雄》                  | 燒烤的客人            |                  |
| 1992 | 《霹靂心》                              | 联邦调查局探員＃1     |                  |
| 1993 | 《戰略陰謀》                            | 韋茅斯上校（Colonel Weymuth）        | 未記名           |
| 1993 | 《巔峰戰士》                            | 理查·崔維斯（Richard Travers）       |                  |
| 1994 | 《決戰冰河》                            | 喬·麥克弗森（Joe McPherson）       |                  |
| 1994 | 《獨立日》 （英語：Independence Day）                   | 隔壁鄰居              | 短片             |
| 1994 | 《執法捍將》                            | 法蘭克·麥克勞里       |                  |
| 1994 | 《迫切的危機》                          | 華盛頓特區警探        |                  |
| 1994 | 《終極特區》                            | 巴比（Bobby）              |                  |
| 1995 | 《地獄保母》                            | 調酒師                |                  |
| 1995 | 《割喉岛》                              | 布萊爾先生（Mr. Blair）        |                  |
| 1996 | 《悍將老媽》                            | 艾爾·斯賓塞（Al Spencer）       | 非戲院首映       |
| 1996 | 《球愛的天空》                          | 杜威（Dewey）              |                  |
| 1996 | 《奪命總動員》                          | 床上的男人            |                  |
| 1996 | 《密西西比的謀殺案》                    | 馬丁·史考特（Martin Scott）       |                  |
| 1997 | 《1997悍將奇兵》                        | 包依德警長（Sheriff Boyd）        |                  |
| 1997 | 《2013終極神差》                        | 梅瑟（Mercer）              |                  |
| 1997 | 《艾奇海盜》 （英語：Ecce Pirate）                 | 史波特船長（Captain Spot）        | 短片             |
| 1998 | 《天生冤家》                            | 傑伊·傑伊（Jay Jay）         |                  |
| 1998 | 《尖峰時刻》                            | 丹·惠尼探員（Agent Dan Whitney）       |                  |
| 1999 | 《魔法電波》                            | 戴夫（Dave）              |                  |
| 1999 | 《本能反應》                            | 警衛亞倫（Guard Alan）          |                  |
| 2001 | 《火星異魔》                            | 亞里德（Yared）            |                  |
| 2002 | 《萬里追兇》                            | 布克曼警探（Detective Bookman）        |                  |
| 2002 | 《鬥雞》 （英語：The Round and Round）                     | 警長                  |                  |
| 2003 | 《獵殺》                                | 鮑爾（Powell）              |                  |
| 2003 | 《乾循環》 （英語：Dry Cycle）                   | 吉迪達（Jeddidah）            |                  |
| 2003 | 《兒女一籮筐》                          | 布里克教練（Coach Bricker）        |                  |
| 2004 | 《鬼膽神偷》                            | 科瓦爾斯基探員（Agent Kowalski）    |                  |
| 2005 | 《殺人命盤》                            | 吉姆·馬丁尼茲（Jim Martinez）     |                  |
| 2005 | 《美國槍枝的秘密》                      | 厄爾（Earl）              |                  |
| 2006 | 《兩張通往天堂的車票》                  | 卡爾（Karl）              |                  |
| 2006 | 《大腳哈利》                            | 比利·霍斯（Billy Hoss）         |                  |
| 2007 | 《阿伯內西男孩們的盛大之旅》 （英語：The Grand Ride of the Abernathy Boys） | 旁白                  | 配音；非戲院首映 |
| 2008 | 《鐵腕豪情》                            | 克萊德·史金格警長（Sheriff Clyde Stringer） |                  |
| 2009 | 《萊雯德·威廉斯的駭人世界》 （英語：The Macabre World of Lavender Williams）  | 默德斯通警長（Sheriff Murdstone）      | 短片             |
| 2012 | 《阿特拉斯聳聳肩2》                     | 基普·查莫斯（Kip Chalmers）       |                  |
| 2012 | 《被解救的姜戈》                        | 田納西·亨利（Tennessee Henry）       |                  |
| 2013 | 《魔谷奇案》                            | 蓋瑞·吉切爾總督察（Chief Inspector Gary Gitchell） |                  |
| 2014 | 《悸動》 （英語：Flutter）                     | “美洲獅”科爾警長（Sheriff 'Cougar' Cole）  |                  |
| 2014 | 《狸老屍卡好》                          | 史密斯（Smyth）            |                  |
| 2014 | 《西部的一百万种死法》                  | 警長／旁白            |                  |
| 2014 | 《熱水澡是烈性飲料》 （英語：Hot Bath an' a Stiff Drink）         | 夏恩·沃爾什探員（Agent Shane Walsh）   |                  |
| 2017 | 《見習丘比特》 （英語：Cupid's Proxy）               | 克萊夫（Clive）            |                  |
| 2018 | 《世界邊緣》                            | 安德魯斯教練（Coach Andrews）      |                  |
| 2018 | 《銀湖暗湧》                            | 經理                  |                  |
| 2018 | 《政界疑雲》                            | 總統                  |                  |
| 2019 | 《恐怖無人機》                          | 多米尼克·貝克（Dominic Baker）     |                  |
| 2019 | 《艾瑪·贊德：惡夢》 （英語：Emma Zander: Bad Dream）          | 電視網主席            | 短片             |
| 2022 | 《MVP》                                 | 警衛                  |                  |

#### 製作
| 年份 | 標題                        | 職位 | 職位 | 職位 | 職位 | 附註 |
| 年份 | 標題                        | 演員 | 導演 | 監製 | 編劇 | 附註 |
| ---- | --------------------------- | ---- | ---- | ---- | ---- | ---- |
| 1988 | 《黎明前的黑暗》 （英語：Dark Before Dawn） | 是   | 否   | 協同 | 否   |      |

### 電視
| 年份       | 標題                                | 角色                    | 電視台                                                   | 附註                                        |
| ---------- | ----------------------------------- | ----------------------- | -------------------------------------------------------- | ------------------------------------------- |
| 1987       | 《未解之谜》                        | 泰瑞·李·康納（Terry Lee Conner）        | NBC                                                      | 單集：Episode dated 20 January 1987；未記名 |
| 1988       | 《牧野風雲：下一代》                | 西斯（Cease）                | 廣播聯賣                                                 | 電視電影                                    |
| 1989       | 《亡命之徒：逃犯之戰》    | 羅根（Logan）                | NBC                                                      | 電視電影；以記名                            |
| 1989       | 《奧克拉荷馬州之旅》                | 昆特里爾（Quantrill）            | OETA                                                     | 迷你劇；單集：“Episode #1.1”                |
| 1990       | 《原野飆龍》                        | 警長                    | ABC                                                      | 單集：“Hard Time”                           |
| 1990       | 《警察搖滾》                        | 警員／切魯托警員（Officer Cerruto）    | ABC                                                      | 2集                                         |
| 1991       | 《北國風雲》                        | 馬丁（Martin）                | CBS                                                      | 單集：“All Is Vanity”                       |
| 1991       | 《賭徒歸來：抽牌之運》    | 亨利（Henry）                | NBC                                                      | 電視電影                                    |
| 1991       | 《天才小醫生》                      | 比利（Billy）                | ABC                                                      | 單集：“It's a Wonderful Laugh”；未記名      |
| 1992       | 《執行職務：馬里安之圍》 （英語：In the Line of Duty: Siege at Marion） | 羅恩·葛雷警長（Sheriff Ron Gray）       | NBC                                                      | 電視電影                                    |
| 1992       | 《FBI秘密檔案》                     | 克里斯托弗·懷德         | ABC                                                      | 單集：“Millionaire Murderer”                |
| 1993       | 《雷文》                            | 沃特斯探員（Agent Walters）          | CBS                                                      | 單集：“Wipe-Out”                            |
| 1994       | 《原野奇兵》                        | 芒廷·麥克林（Mountain McClain）         | FOX                                                      | 單集：“Bounty Hunters' Convention”          |
| 1994       | 《招供：罪惡雙臉》 （英語：Confessions: Two Faces of Evil）       | 格里森（Gleason）              | NBC                                                      | 電視電影                                    |
| 1994       | 《傑克·李德：正義搜索》   | 戴夫（Dave）                | NBC                                                      | 電視電影                                    |
| 1995－2000 | 《执法悍将》                        | 馬克·“獵鷹”·索科爾（Mark 'Falcon' Sokol）  | - NBC（1996年5月22日或之前） - CBS（1997年1月3日或之後） | 6集                                         |
| 1996       | 《外星人報到》                      | 查克（Chuck）                | NBC                                                      | 單集：“Frozen Dick”                         |
| 1997       | 《外星人報到》                      | 韋伯（Webber）                | NBC                                                      | 單集：“Tom, Dick and Mary”                  |
| 1997       | 《法不容情》                        | 比爾·丹西（Bill Dancy）           | TNT                                                      | 電視電影                                    |
| 1997       | 《離開洛城》                        | 未知角色                | ABC                                                      | 單集：“Intermission”                        |
| 1997       | 《孤獨》 （英語：Alone）                 | 崔維斯·佛洛伊德（Travis Floyd）     | Showtime                                                 | 電視電影                                    |
| 1997       | 《特警天龍》                        | 亞倫·塔利（Alan Tully）           | CBS                                                      | 單集：“Sniper”                              |
| 1998       | 《疾走黑豹》 （英語：Black Cat Run）             | 班·白朗特警長（Sheriff Ben Bronte）       | HBO                                                      | 電視電影                                    |
| 1998       | 《復仇無限制》                      |                         | ABC                                                      | 單集：“Eden”                                |
| 1999       | 《終極獵殺》                        | 謝爾比·戴克斯（Shelby Dykes）       | HBO                                                      | 電視電影                                    |
| 1999       | 《影山疑雲》 （英語：A Murder on Shadow Mountain）             | 邦尼警探（Det. Bonney）            | CBS                                                      | 電視電影                                    |
| 1999       | 《德州騎警》                        | 利蘭·史塔爾警長（Sheriff Leland Stahl）     | CBS                                                      | 單集：“Way of the Warrior”                  |
| 1999       | 《千禧危機》                        | 核電廠工長              | NBC                                                      | 電視電影                                    |
| 1999       | 《私家偵探》                        | 傑斯帕（Jasper）              | ABC                                                      | 單集：“A Criminal Mind”                     |
| 2000       | 《偽裝者》                          | 艾利斯·塔爾伯特探員（） | NBC                                                      | 單集：“Spin Doctor”                         |
| 2000       | 《通靈女神探》                      | 艾利斯·塔爾伯特探員（） | NBC                                                      | 單集：“Clean Sweep”                         |
| 2000－2001 | 《法網恢恢》                        | 卡爾·瓦西克（Karl Vasick）         | CBS                                                      | 常設角色；5集                               |
| 2001       | 《火力衝突》                        | 路克·塔格特（Luke Taggart）         | TNT                                                      | 電視電影                                    |
| 2003       | 《鐵膽神槍》                        | 哈特·亨德森（Hat Henderson）         | TNT                                                      | 電視電影                                    |
| 2003－2012 | 《CSI犯罪現場：邁阿密》             | 法蘭克·崔普（Frank Tripp）         | CBS                                                      | 主要角色；187集                             |
| 2007       | 《格蕾絲的救贖》                    | 威利（Wiley）                | TNT                                                      | 單集：“And You Wonder Why I Lie”            |
| 2008       | 《浴火尖兵》                        | 比爾·貝瑞局長（Chief Bill Berry）       | Lifetime                                                 | 電視電影                                    |
| 2011       | 《陰屍路：生離死別》                | 麥克·帕瑪（Mike Palmer）           | AMC.com                                                  | 網絡劇；2集                                 |
| 2014       | 《生命的選擇》                      | 亞倫·蘭登將軍（General Alan Langdon）       | Lifetime                                                 | 常設角色；6集                               |
| 2015       | 《國務危情》                        | 柏克參議員（Senator Burke）          | NBC                                                      | 常設角色；4集                               |
| 2015       | 《基和皮尔》                        | 警探                    | 喜劇中心                                                 | 單集：“Killer Concept Album”                |
| 2015       | 《救世鼎立戰》                      | 麥布萊海軍少將（Rear Admiral McBride）      | HBO                                                      | 常設角色；4集                               |
| 2015－2016 | 《音乐之乡》                        | 比爾·萊辛頓（Bill Lexington）         | ABC                                                      | 常設角色；3集                               |
| 2016       | 《牧場家族》                        | 蕭教練（Coach Shaw）              | Netflix                                                  | 單集：“Back Where I Come From”              |
| 2016－2022 | 《絕命律師》                        | 凱文·華特爾（）         | AMC                                                      | 常設角色；13集                              |
| 2017－2018 | 《致命武器》                        | 奈森·瑞格（Nathan Riggs）           | FOX                                                      | 常設角色；12集                              |
| 2017－2024 | 《少年謝爾頓》                      | 湯姆·彼得森校長（Principal Tom Peterson）     | CBS                                                      | 常設角色；27集                              |
| 2018       | 《韋科慘案》                        | 狄克·德蓋林             | 派拉蒙电视网                                             | 迷你劇；單集：“Day 51”                      |
| 2018       | 《好萊塢教父》                      | 艾德（Ed）                | Netflix                                                  | 單集：“Chapter 4: A Kegel Squeaks”          |
| 2019       | 《拉字至上：Q世代》                 | 傑夫·米爾納（Jeff Milner）         | Showtime                                                 | 2集                                         |
| 2022       | 《她們的怒吼》                      | 警長                    | Apple TV+                                                | 單集：“The Girl Who Loved Horses”           |
| 2022       | 《落難教頭》                        | 伯特教練（Coach Bert）            | Disney+                                                  | 3集                                         |
| 2022－2023 | 《天空市兇案》                      | 巴克·巴恩斯（Buck Barnes）         | ABC                                                      | 常設角色；13集                              |
| 2023       | 《瑞芭·麥肯泰爾之法槌》             | 巴特·克勞佛（Bart Crawford）         | Lifetime                                                 | 電視電影                                    |

#### 製作
| 年份 | 標題 | 職位 | 職位 | 職位 | 附註     |
| 年份 | 標題 | 演員 | 導演 | 監製 | 附註     |
| ---- | ---- | ---- | ---- | ---- | -------- |
| 2016 |      | 否   | 否   | 是   | 電視電影 |

## 外部連結
- 雷克斯·林恩在互联网电影资料库（IMDb）上的資料（英文）